# Gongrocnemis tolteca
Gongrocnemis tolteca är en insektsart som först beskrevs av Henri Saussure 1859.  Gongrocnemis tolteca ingår i släktet Gongrocnemis och familjen vårtbitare. Inga underarter finns listade i Catalogue of Life.